# 뉴캐슬 팰컨스
뉴캐슬 팔콘스(영어: Newcastle Falcons)는 1877년에 창단된 잉글랜드 뉴캐슬 어폰 타인의 프로 럭비 유니온 팀이다. 잉글리시 프리미어십에 참가하고 있으며 홈구장은 킹스턴 파크이다.